# Endocarpon
Endocarpon é um gênero de fungos da família Verrucariaceae.